# Grand Paris Express (police de caractères)
Pour les articles homonymes, voir Grand Paris et Grand Paris Express.
La police de caractères Grand Paris Express, parfois aussi dénommée IDF Voyageurs ou Grand Paris a été conçue pour la signalétique des nouvelles stations du Grand Paris Express, au sein de la Métropole du Grand Paris par Peter Biľak, « en dialogue avec » Intégral Ruedi Baur (Ruedi Baur et Eva Kubinyi), qui est en charge de l’élaboration de la charte graphique de l'information voyageurs des stations de métros des lignes 15, 16, 17 et 18 du métro parisien.
Elle a été utilisée la première fois en 2024 à la station Aéroport d'Orly et en 2025 à la station Villejuif - Gustave Roussy. Ces deux nouveaux arrêts ont été ouverts sur la ligne 14 du métro, mais seront à terme en correspondance avec les lignes de métro 15 et 18.

## Genèse
En 2014, la Société du Grand Paris choisit l’atelier Intégral Ruedi Baur (Ruedi Baur et Eva Kubinyi) pour concevoir l’élaboration de la charte graphique de l'information voyageurs des stations nouvellement créées pour les lignes de métro 15, 16, 17 et 18 du métro parisien, la police de caractère Grand Paris étant confiée en 2014 au créateur de caractère slovaque Peter Biľak.
En 2018, Île-de-France Mobilités étend la réflexion à une nouvelle charte graphique. Il s'agit alors d'unifier les chartes graphiques utilisées par les différents opérateurs du réseau. Elle vise également à mettre en avant l’entité Ile de France Mobilités en lieu et place des marques des opérateurs du réseau.
L'ensemble du projet d'aménagement de ces stations, incluant cette police de caractères, est présenté au grand public en septembre et octobre 2020 à la Fabrique du métro à Saint-Ouen. Île-de-France Mobilités indique que cette police sera « déployée progressivement dans l'ensemble des espaces de son réseau aux côtés des typographies Parisine et Achemine ».
L'accueil de ce projet est mitigé ; en créant une nouvelle charte graphique et en la faisant cohabiter avec les précédentes, les commentaires craignent une fragmentation du réseau. La branche francilienne de la Fédération nationale des associations d'usagers des transports déclare que « La signalétique actuelle ne nous posait pas de problème, ni en terme esthétique, ni de contenu. Quant aux plans, on les veut lisibles et à jour ».

## Style
Ruedi Baur définit cette nouvelle police de caractères comme « une fusion des polices utilisée par la SNCF [ Achemine ] et la RATP [ Parisine ] ».
Peter Biľak revendique l'influence de Futura, qui propose des formes simples, sans superflu, et donc potentiellement intemporelles.

## Variantes envisagées, voire réalisées
Le concept initial, proposé par Peter Biľak, en association avec Gustavo Ferreira prévoyait des variations paramétriques de la police de caractères. Quatre paramètres pouvait être modifiés progressivement pour obtenir une infinité de variantes de la police de caractères de base. Chacun de ces paramètres serait associé à un point cardinal, le point 0 du système étant Notre-Dame-de-Paris. Chaque station aurait reçu une variante unique de la police de caractères dépendant de sa coordonnée. Chaque station aurait été légèrement différente de la précédente, mais sur les lignes du Grand Paris Express où les distances parcourues peuvent être importantes, des modifications significatives de la police auraient été nettement perceptibles d'un terminus à l'autre. Un œil averti aurait pu se localiser dans l'espace en observant l'intensité de chacun de ces paramètres. Ce concept est abandonné.
Ruedi Baur souhaitait la traduction en 4 langues, en plus du français : anglais, arabe, chinois et espagnol. Aussi Typotheque a développé une police de caractères comprenant l'alphabet arabe et prévoyait de faire de même avec les caractères chinois. L'intégration de l'arabe et du chinois dans la signalétique n'a finalement été retenu.
Les caractères ont été encodés pour pouvoir être affichés par les afficheurs matriciels à LED situés dans les bus. Les sprites ont été réalisés avec la société AESYS qui fabrique ces panneaux, par pixélisation sans crénelage